# テルミー
『テルミー』は、スーパーダッシュ文庫から刊行されている滝川廉治のライトノベル作品である。イラストは七草。
スーパーダッシュ文庫から出版された。滝川廉治の作品としては『超人間・岩村』以来2年ぶりに刊行された。
2011年に第2巻を発売して以後、刊行がストップしているが、2015年時点で滝川は自身のブログで第3巻を執筆中としている。

## ストーリー
修学旅行中に起きた事故の唯一の生存者である鬼塚輝美が、自分の中に宿ったクラスメイトの最期の願いを叶えていくという物語。途中、灰吹清隆も加わり、2人で叶えていくこととなる。

## 登場人物

### 主要人物
鬼塚輝美(きづかてるみ)
月之浦高校二年生で三組に所属する。
ひとりぼっちになろうと決意して、月之浦に引っ越してくる。
修学旅行で事故に遭ったが奇跡的に生き残り、その際、事故で死んだ24人が最後の願いとともに心の中に入ってくる。そして、彼らのためにこの最後の願いを叶えるために行動することを決意する。
最後の願いを変えるために24人から知識と経験を受け取っており、自らが使用することができる。また、生前24人が愛用していたものを身につけることでその人と人格を交換できる。ただし、本人を含めて25人分の精神を一人で引き受けており、精神的負担は相当大きい。それでも、24人の想いのスケールや達成の難しさは違えど、どの人でも変わらない想いの強さに感銘を受け、24人の願いを叶えたいと思っている。
灰吹清隆(はいふききよたか)
月之浦高校二年生で三組に所属する。
修学旅行当日にケガを負い、欠席したため事故を免れることとなった。
自分が生き残っていることが間違っているように思っていたが、輝美の行動を見て、死んだ24人のために最後の願いを叶えることが償いであると感じ、輝美の手伝いを始める。
事故で亡くなった桐生詩帆のことが幼稚園からずっと好きであり、詩帆のために指輪をプレゼントした。

### 月之浦高校二年三組
桐生詩帆(きりゅうしほ)
事故で亡くなった24人の一人。出席番号は6番。
穏やかで、品の良い人物であった。清隆の幼なじみで、恋人。
清隆の幸せを何よりも願っていた。
松前孝司(まつまえこうじ)
事故で亡くなった24人の一人。出席番号は20番。
月之浦育ちで、清隆とは親友。父が警察官であり、そのおかげか正義感が強く、不正を許さない人物であった。
女の子が苦手で、会話が終わったあとは顔が真っ赤になっていた。
檜山蘭(ひやまらん)
事故で亡くなった24人の一人。
事故の1年前の5月に円華に声をかけられ、佳奈と三人でバンドを組むことになった。
自由奔放な性格で、欲望や執着心に乏しい。音楽に関しては天賦の才能を持ち、非常にストイック。
亡くなる前にバンドで単独ライブをする予定だった。
湯坂絵里(ゆさかえり)
事故で亡くなった24人の一人。料理が得意で、家庭では家事はすべて彼女の担当であった。
父は幼い頃にガンで亡くなった。ここまで育ててくれた母に大きな感謝の念を抱いており、その恩に報いたいと思っていた。
高畑哲郎(たかはたてつろう)
事故で死んだ24人の一人。出席番号は10番。自称「喧嘩百段」。
意地の張り合いや決闘ごっこばかりしていた正統派不良少年。宮崎先輩とは喧嘩友達であった。

### その他の人物
宮崎先輩(みやざきせんぱい)
月之浦高校で「番長」と呼ばれる3年生。高畑とは喧嘩友達で、ともにバイクの勉強をしていた。
松前隆司(まつまえりゅうじ)
孝司の父親で、警察官。柔道で鍛えた体は筋肉質のがっちりとしたものであり、見た目はやくざそのもの。
妻とは7年前に離婚したが、事故で孝司がなくなったことを受け、前の妻と再婚することになった。
臼杵朋(うすいとも)
孝司の妹で、今は母方の名字を名乗っている。中学3年生。
兄である孝司のことを亡くなった今でも尊敬している。
七年前にウイルス性急性脳症にかかり、失明した。このことが原因で両親が離婚した。
湯坂由紀(ゆさかえり)
絵里の母、38歳。女手一つで絵里を育ててきた。
児島医師(こじまいし)
月之浦町唯一の救急指定病院の観月坂総合病院に勤める医師。児島家は江戸時代から続く医家。
息子は23人とともに事故で亡くなった。
久尊宏明(ひさたかひろあき)
輝美の実家にいた霊能者。外見は助平で強欲な悪徳商人。
輝美には嫌われている。
井口佳奈(いぐちかな)
蘭と円華のバンド仲間。父は超が着くほどのエリート・サラリーマンで、母は国際的ピアニストである。
幼いころから音楽に関して圧倒的才能を持っていたが、幼い頃の出来事が原因で部屋に引きこもっていた。しかし、蘭と出会うことで外へ出るようになり、バンドを始めた。
蘭が亡くなったことに大きなショックを受け、再び引きこもる。そのうえ、手首を切り自殺を図ったが一命を取り留めた。
遠山円華(とおやままどか)
蘭と佳奈のバンド仲間であり、そのバンドのリーダー。
佳奈とは親友であり、佳奈を助けるために路上でギターを弾いていた蘭に声をかけた。

## 用語
月之浦町(つきのうらちょう)
物語の舞台。
名前の通り月と海が名物の町だが、それ以外には特に何もない。町の至る所に月にちなんだ名前がつけられている。
月之浦高校(つきのうらこうこう)
輝美や清隆が通っている学校。修学旅行の事故により、二年三組の生徒24名が亡くなった。

## 既刊一覧
1. テルミー きみがやろうとしている事は 2010年7月28日初版発行 ISBN 978-4086305594
2. テルミー2 きみをおもうきもち 2011年7月27日初版発行 ISBN 978-4086306249